# Pintér Mária (modell)
Pintér Mária (ismert neve: Pintyő (1955. január 30. – 2024. március 2.) magyar manöken, modell, fotómodell. A Traubisoda reklámarca volt, több éven keresztül.

## Élete
Iparitanuló-iskolába járt, de tanulmányait folytatta, és érettségizett. Varrással foglalkozott. A Kézműipari Vállalat dolgozója lett, ott modellező volt. Tanulmányai mellett elvégezte az Állami Artistaképző Intézet fotómodell és manöken tanfolyamát.
Ezt követően folyamatosan kapott felkéréseket fotózásokra, divatbemutatókra, reklámfilmekre, a 70-es évek ismert manökenje lett.
Munkája mellett fotózni járt, divatbemutatókra pedig külföldön is. Fotói különböző heti- és napilapokban jelentek meg, címlapjait láthattuk rendszeresen az Ez a Divat, Ország Világ újságokban.
1978-ban, az év fotómodellje Pintér Mária volt.
A Traubisoda reklámarca volt, több évtizeden keresztül, például Tóth József Füles plakátján is szerepelt. A természet ajándéka szlogennel jelentek meg fotói kártyanaptárakon, újságokban is. A Magyar Kereskedelmi és Vendéglátóipari Múzeum őrzi ikonikus Traubisoda plakátját. A Traubisoda reklámfilmet Sas István rendezte és Rusznák Iván volt a zeneszerzője, a mai napig fennmaradt.
Szerepelt több reklámfilmben. A Hátország című, Karinthy Frigyes novellájából Csányi Miklós rendezte játékfilmben pedig Biczó Évát alakította.
Az akkori férjével, Varga Lajos manökennel több fotón szerepeltek.
Fotósai voltak: Többek közt Tóth József Füles, Rózsavölgyi Gyöngyi, Lengyel Miklós, Martin Gábor, Módos Gábor, Bara István és Tulok András fotóművészek.